# La Bauma
|  | Per a altres significats, vegeu «La Bauma (desambiguació)». |

La Bauma, també coneguda com a colònia de la Bauma o la Bauma de Castellvell, és una colònia tèxtil de Castellbell i el Vilar (Bages) al marge dret del Llobregat, les edificacions més antigues de la qual estan catalogades com a bé cultural d'interès local. És una de les tres colònies industrials del municipi, juntament el Borràs i el Burés.

## Història

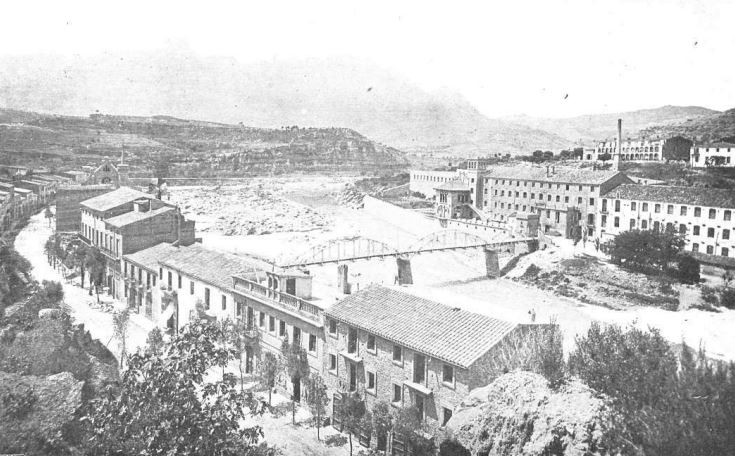
La Bauma el 1908

Els seus orígens són dues fàbriques que construïren els industrials Narcís Roca i Francesc Llubià el 1859, en uns terrenys comprats al mas Xaviró i Abadals. Aquests signaren un conveni amb el mestre d'obres de Sant Cugat del Vallès Joan Rubiralta per aquè construís les dues fàbriques per un preu de 26.000 duros. Aquestes compartien muntacàrregues i canal, però cadascuna tenia una turbina pròpia. Entre 1862 i 1863 compraren selfactines, telers, batans i ordidors, i s'hi construïren els primers habitatges per als treballadors, les cases del Rec i les de les galeries. A causa dels problemes econòmics i de l'endeutament, les fàbriques es van arrendar i subarrendar en diferents ocasions. L'any 1871, Joan Güell i Ferrer adquirí el conjunt en subhasta pública a Maurici Roca i als menors de Francesc Llubià, que seria dirigit pel seu fill Eusebi.
El 1880, els germans Dalmau Toldrà arrendaren les dues fàbriques, i les van especialitzar en la producció de gèneres de cotó d'alta qualitat. El 1896, Joan Vial i Solsona va comprar la colònia i hi va instal·lar motors elèctrics, va diversificar i ampliar la producció fins a 40 productes tèxtils diferents i hi va incorporar una secció de tints i acabats. També es van ampliar la fàbrica i els habitatges i es va construir els edificis emblemàtics de l'església i la Torre de l'Amo (1905-1908), i altres serveis com l'escola per a nenes i el Casino.
Després de la mort de Joan Vial el 1915, la fàbrica va anar passant per diferents mans: el 1917, passà a ser regentada pels Germans Parera i Vives, per a després de 1920 anar a parar a mans de Bartomeu Puiggrós i Fills. El 1930, va passar a mans de Josep Balcells i Dolors Morató, i el 1963 tancà les portes, essent adquirida uns anys després per Nerpel SA. Aquesta societat va tornar a posar en marxa la fàbrica i en van restaurar parts importants, com la Torre de l'Amo, que estava molt malmesa, i van mantenir la propietat amb el nom de Balcells SA fins al 1990, quan va tancar definitivament, després de la mort del nou amo, Jaume Amor Ruiz, un dels últims grans empresaris tèxtils.

## Descripció
Per arribar-hi s'ha de travessar un pont, propietat de la colònia, construït l'any 1859 i que diverses riuades han fet que calgués reconstruir-lo. És situada a 210 m d'altitud, en un extrem del congost de la Bauma, que forma un pronunciat meandre en el riu, a 1 km aigua avall del Borràs. Està comunicada amb aquest i amb Monistrol de Montserrat per la carretera local BP-1121, amb Terrassa per la C-58 (prop de la localitat hi ha el túnel de la Bauma) i amb Vacarisses per la BV-1212. Adjacents a la Bauma, vora les carreteres C-58 i BV-1212, hi ha les urbanitzacions del Prat, el Mas Astarròs i el Gall Pigat.
La colònia va desenvolupar amb dos sectors a banda i banda del riu: a un cantó, els habitatges dels treballadors, i a l'altre, un carrer que creixia amb la gent que s'hi instal·lava per oferir diferents serveis (forn de pa, botigues, tavernes, fondes). A la carretera s'hi van concentrar les activitats lúdiques i festives, l'esbarjo i l'oci. El desenvolupament d'aquest sector desvinculat de l'activitat fabril li donà un caràcter que l'apropava més al d'un poble independent, sense deixar de ser una colònia industrial. Els dos edificis més emblemàtics són la Torre de l'Amo i l'església de la Sagrada Família, obra de l'arquitecte modernista Alexandre Soler i March, que es va veure afectada per la riuada del 20 de setembre del 1971. A més del seu valor com a patrimoni monumental, eren edificis representatius de l'estatus social i econòmic dels propietaris de la colònia. D'altra banda, el Casino, construït el 1909, fou el centre de la vida cultural i l'esbarjo: tenia sala i cafè, i era la seu de les seccions de teatre, cant coral, comissió de festes i biblioteca.
La fàbrica està formada per dues naus, la d'en Roca i d'en Llubià, i la fàbrica nova. Ambdues se situen a la vora del riu, disposades una al costat de l'altra, seguint la línia del curs fluvial, i separades per la Torre de l'Amo. La primera, més antiga, edificada per a la realització dels processos d'acabats i expedició, és d'una sola planta i es caracteritza per una filera de vint-i-tres obertures en arc rebaixat. La segona, que s'utilitzava per a realització de la filatura i el tissatge, a més del magatzem de floca, el despatx i la sala de les turbines; té quatre plantes i teulada a dos vessants. En ambdues construccions, s'usa un parament d'obra vista gairebé idèntic, donant-li així un caràcter unitari.

## Galeria d'imatges

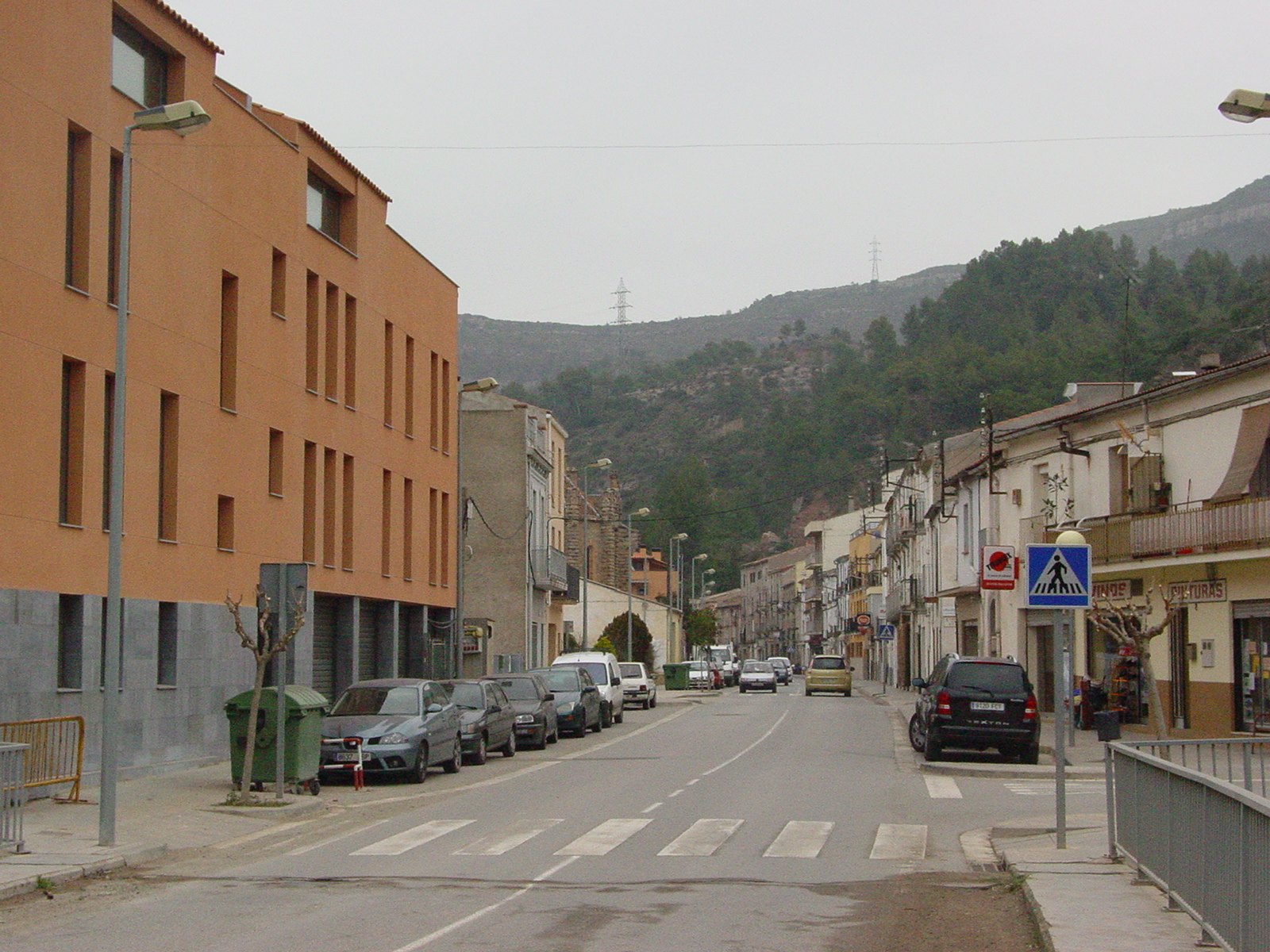
La carretera BP-1121 al seu pas per la Bauma
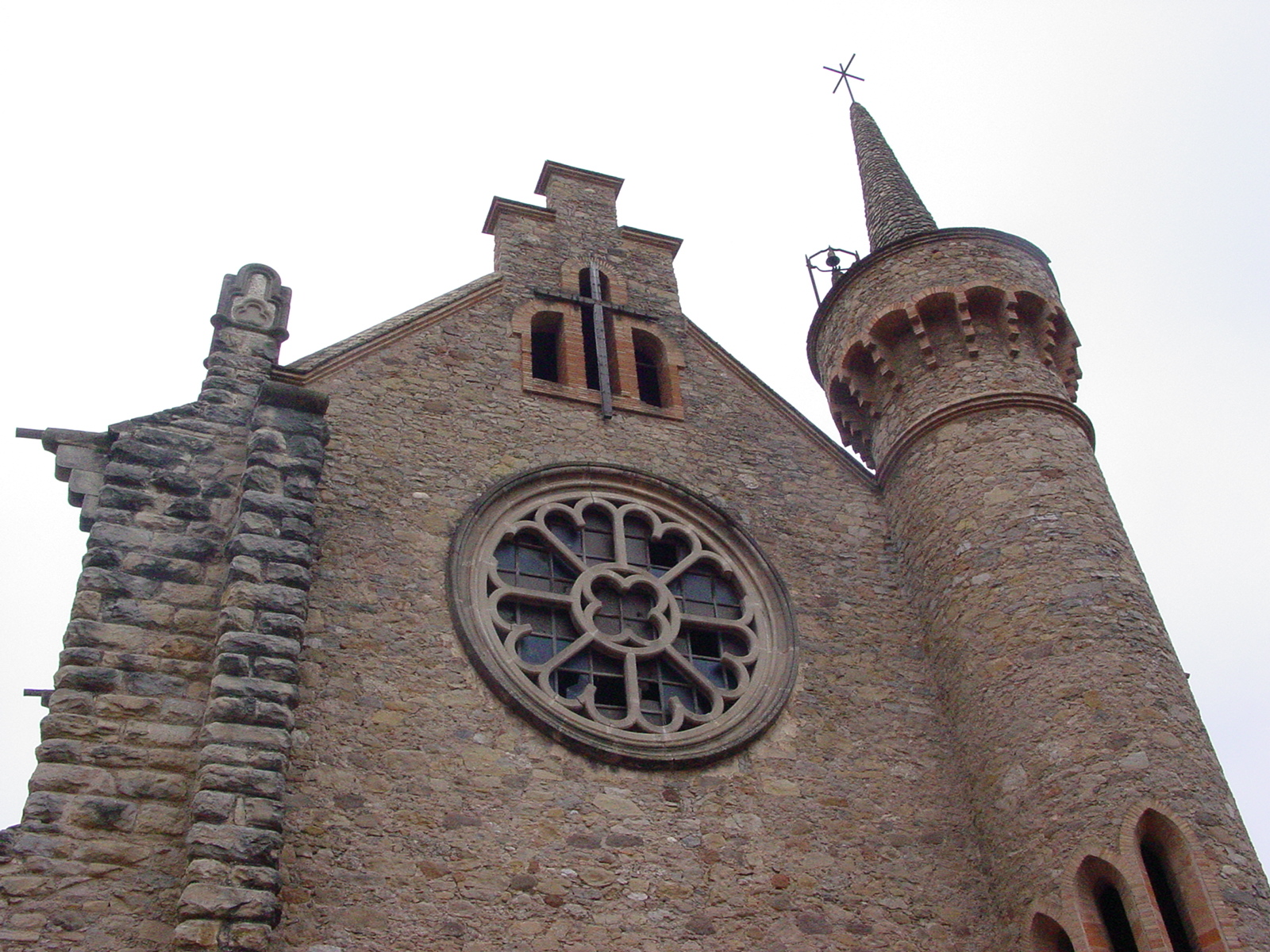
Església de la Sagrada Família
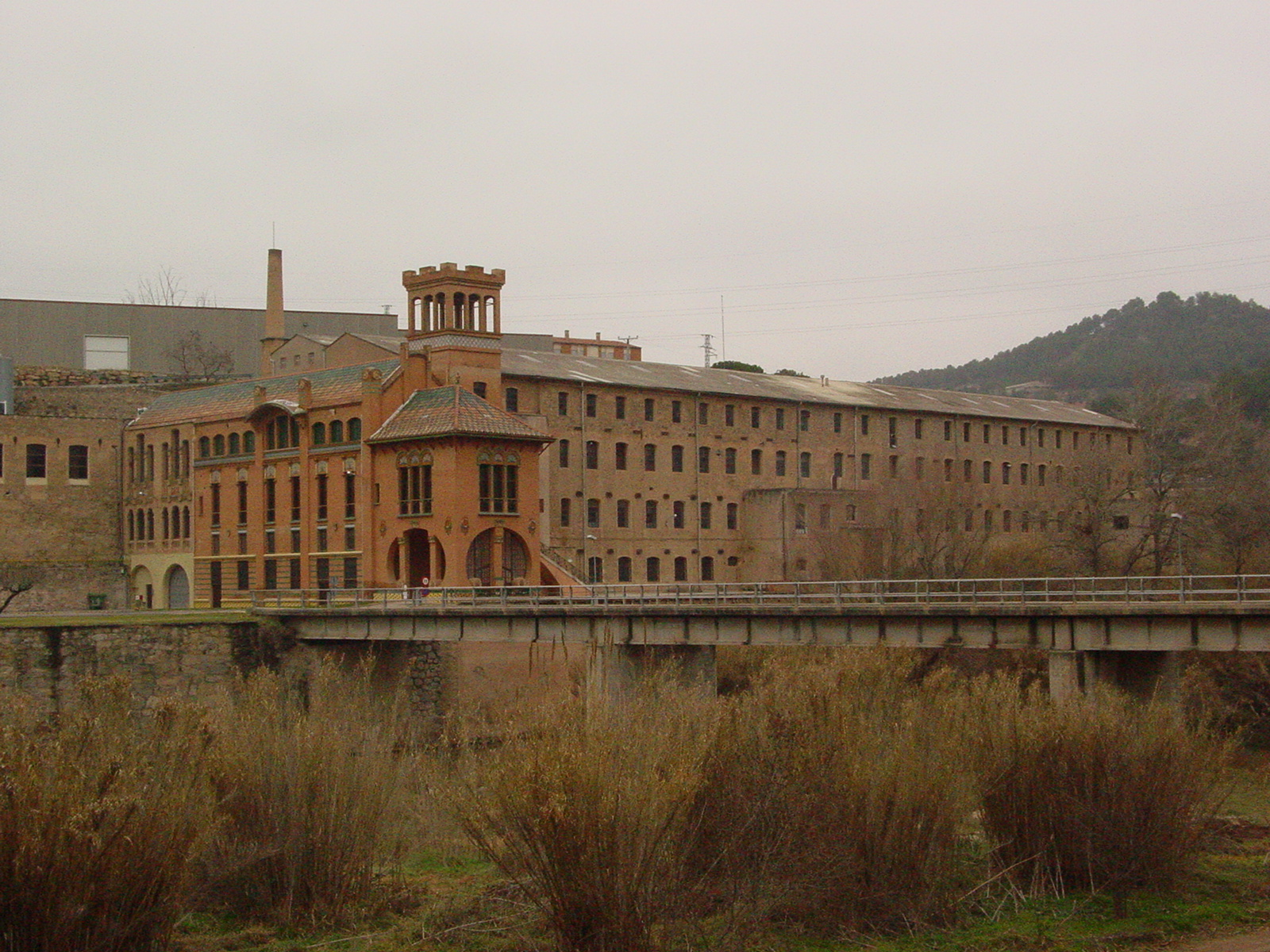
Imatge general